# Stine Brun Kjeldaas
Stine Brun Kjeldaas (Oslo, 23 de abril de 1975) es una deportista noruega que compitió en snowboard, especialista en las pruebas de halfpipe.
Participó en dos Juegos Olímpicos de Invierno, en los años 1998 y 2002, obteniendo una medalla de plata en Nagano 1998, en la prueba de halfpipe. Ganó una medalla de plata en el Campeonato Mundial de Snowboard de 2001, en la misma disciplina.
Es públicamente lesbiana, y está casada con la snowboarder neerlandesa Cheryl Maas.

## Medallero internacional
| Juegos Olímpicos   | Juegos Olímpicos              | Juegos Olímpicos | Juegos Olímpicos |
| Año                | Lugar                         | Medalla          | Prueba           |
| ------------------ | ----------------------------- | ---------------- | ---------------- |
| 1998               | Nagano (Japón)                | Medalla de plata | Halfpipe         |
| Campeonato Mundial |                               |                  |                  |
| Año                | Lugar                         | Medalla          | Prueba           |
| 2001               | Madonna di Campiglio (Italia) | Medalla de plata | Halfpipe         |